# Vaise
Vaise est un quartier de Lyon situé au nord-ouest de la ville sur la rive droite de la Saône, au pied du plateau de la Duchère. Ancienne commune du département du Rhône, Vaise a été rattachée à Lyon le 24 mars 1852, faisant d'abord partie du 5e arrondissement, puis du 9e arrondissement (créé en 1964). C'est l'un des sites les plus anciennement occupés de l'actuelle commune de Lyon.

## Origines du nom de «Vaise»
Quatre origines du nom sont possibles :
- Vesia, patronyme d'une famille romaine[2], propriétaire d'un domaine près de Champvert ;
- « Vase » : surnom lié au fait que cette zone est facilement inondable (elle est parfois surnommée « Bourg d'eau »)[3] ;
- Vacua (« zone vide »), plus tard « plaine de Vacque »[4],[5], surnom lié au fait que le quartier, surtout la partie la plus humide, le long de la Saône en remontant vers Saint-Rambert) est resté inoccupé pendant longtemps ;
- Louis-Paul Fisher indique également la possibilité d'une racine commune avec celle de Vaison-la-Romaine (Vasio).

## Relief et hydrographie
Le site de Vaise a un relief varié. Il comporte des plateaux à l'ouest et au nord, La Duchère (259 m d'altitude) et Saint Rambert (230 m), terminés par des rebords en forte pente entaillés par les vallées étroites des ruisseaux des Gorges et de Rochecardon. La « cuvette de Vaise » forme une dépression centrale, peu élevée, inondable et riche en sources. Le long de la Saône se trouve une plaine alluviale qui va jusqu'au défilé de Pierre Scize qui sépare les collines de Fourvière et de la Croix-Rousse.

## Évolution des limites de Vaise

### Ancien Régime
Sous l'Ancien Régime, Vaise est un faubourg de Lyon. Les limites territoriales de cette entrée nord-ouest de la ville ont subi de nombreuses fluctuations. Le pourtour des anciennes paroisse et juridiction ont parfois fait l'objet de contestations avec les entités voisines.

### La commune créée à la Révolution
La commune, créée en 1790, au début de la Révolution française, reçoit des limites claires. Au nord, elle est séparée de la commune de Saint-Rambert au niveau de l'actuelle rue Antonin Laborde ; au sud, la limite avec Lyon est moins simple : elle commence au débouché de l'actuel pont Maréchal Kœnig (ancien pont Serin) et se poursuit vers la voie ferrée au sud de l'actuelle rue de la Pépinière royale. Sont aussi établies les limites avec les communes d'Écully, de Saint-Cyr, de Saint-Didier et de Tassin. Le périmètre de Vaise est fixé le 15 décembre 1791 par un arrêté du Conseil général du département de Rhône-et-Loire.

### Depuis le rattachement à Lyon (1852)
Entre 1852 et 1964, l'appartenance de Vaise au 5e arrondissement,[réf. à confirmer] l'unit au centre historique (Vieux Lyon, colline de Fourvière). L'annexion par Lyon de Saint-Rambert-l'Île-Barbe entraîne la création d'un nouvel arrondissement : Vaise, partie nord  du 5e arrondissement en est détaché pour devenir un élément du 9e arrondissement.
La limite entre les deux arrondissements est fixée le long de l'avenue Barthélémy-Buyer, de la rue Pierre-Audry, du cimetière de Loyasse et de la montée de la Sarra.
Le 9e arrondissement est réparti entre quatre quartiers : Vaise-Industrie-Rochecardon, Saint-Rambert/L'Ile Barbe, La Duchère, Champvert-Gorge de Loup.
En ce qui concerne Vaise, on peut distinguer différents secteurs :
- défilé de Pierre-Scize et pentes de l'Observance (sur le versant nord de la colline de Fourvière),
- Vaise-centre,
- Saint-Pierre, Pont-Mouton, le quartier de la gare, le quartier de l'industrie[n 2], etc.

Les limites territoriales et administratives actuelles ne correspondent ni au faubourg initial, ni à l'ancienne paroisse, ni à la commune indépendante disparue en 1852. Cependant, le passé de Vaise lui forge une identité propre qui reste toujours d'actualité.

## Histoire
Pour un article plus général, voir Histoire de Lyon.

### Préhistoire et protohistoire
Située sur un replat entre les Monts d'Or au nord-ouest et les collines de l'Ouest lyonnais (voir Fourvière) au sud-est, juste à l'entrée nord d'un défilé au bord de la Saône, Vaise est habitée depuis l'époque préhistorique. Des découvertes, issues le plus souvent des fouilles d'archéologie préventive, l'attestent : silex taillés du Paléolithique ; vestiges (amphores et éléments de construction trouvés dans les bordures de la dépression et dans le quartier de l'Industrie en bord de rivière) indiquant une occupation plus dense au début du Néolithique. L'âge du bronze est bien représenté, avec un vaste établissement dans le secteur sud de Vaise, sur les sites de Gorge de Loup ou de la rue Mouillard[réf. nécessaire] (300 m au nord-est du rond-point de la porte de Vaise).

#### Site de l'impasse des Jardins (MésolithiqueetNéolithiquerécent)
Situé à environ 250 m au sud-ouest du rond-point de la porte de Vaise, le site a été sujet à des coulées de boue qui ont amené depuis le haut du plateau de la Duchère un ensemble hétérogène de pièces mésolithiques moyen et récent. Des empierrements dans le sens de la pente, vraisemblablement mis en place au Néolithique récent, sont associés à cinq foyers qui ont livré 5 produits de débitage indatables. Une fosse contenait 209 artefacts lithiques dont un microlithe et 4 microburins mésolithiques.

#### Site de la rue des Tuileries
La partie nord a livré sur environ 200 m2 des traces ténues de « structures » préhistoriques : un « niveau de sol » avec deux concentrations de galets de quartzite et cailloutis, un probable foyer enterré de plan ovale, un trou de poteau, et plusieurs « creusements » mal identifiables (fosses ?). L'ensemble est accompagné d'un mobilier lithique abondant et d'une belle série de faune sauvage, le tout réparti soit en poches concentrées soit en épandages. L'essentiel de la série a été attribué au Mésolithique ancien ou moyen sauveterrien (9500-8500 AP) ; un petit ensemble de pièces est daté du Mésolithique récent castelnovien. Quelques pièces intrusives, datées du Paléolithique supérieur (nucléus à lamelles) et de l'Épipaléolithique (pointe à dos courbe), confirment le caractère polyphasé de l'occupation, mais ne remettent pas en cause la très grande homogénéité de la série.

#### Site de la rue Auguste-Isaac (duPaléolithique moyenà l'âge du fer)
Le vaste site du 35, rue Auguste-Isaac,, est situé juste au nord de la gare de Vaise, à un peu plus de 400 m de la Saône et à quelques dizaines de mètres du pied du plateau de la Duchère,, sur le glacis collu-alluvial qui relie ces deux unités.
La mise en œuvre dans les années 2010 d'un projet immobilier concernant un ensemble de logements individuels et collectifs sur 15 000 m2, est précédée par la démolition des logements sociaux existants et l'exploitation du terrain mis à nu pour y effectuer des sondages de reconnaissance par le Service archéologique de la ville de Lyon ; ces sondages sont suivis par une première phase d'investigation au nord de la parcelle, dirigée par Frédéric Jallet en 2010 ; puis par une fouille archéologique préventive dirigée par Éric Bertrand.
La partie nord-ouest du site (sondage 1) a livré des vestiges médiévaux datés des IXe et Xe siècles : foyer domestique dans une cuvette, plusieurs trous de poteau et de piquets, épandage de blocs et de galets comblant une seconde cuvette creusée dans les colluvions. Du charbon a été prélevé dans ce foyer (nomenclaturé US 105).
Dans la partie nord-est du site (sondage 2), l'occupation médiévale détectée se résume à une sépulture en pleine terre, sans mobilier ni niveau d'ouverture de la fosse. Mais une couche de plus de 1 m d'épaisseur dans un niveau de colluvions sablo-limoneuses a fourni une stratigraphie archéologique allant du Paléolithique moyen à l'âge du fer,. Bertrand et al. (2009) mentionnent également « une seconde sépulture sous amas tumulaire de galets et de blocs de gneiss », non datée, nomenclaturée F209. Une datation au carbone 14 a été initiée sur son squelette. C. Argant a étudié la palynologie associée aux couches archéologiques non-stériles de ce sondage.
Au sud-ouest du site, le sondage 3 n'a pas pu, pour diverses raisons logistiques, explorer plus profondément que les niveaux médiévaux.
Le matériel pré- et protohistorique inclut du Mésolithique moyen et ancien Sauveterrien (entre 9 500 et 7 500 ans AP), inédit à Lyon ; il est localisé sur les versants du plateau de la Duchère. Les sites correspondants sont érodés. Une rupture dans l'étagement des faciès céramiques associés à la sépulture sous amas tumulaire indique une période de non-occupation du site entre cette sépulture et l'occupation mésolithique au sommet des niveaux stériles.

#### Site de Gorge de Loup (Bronzefinal et période dela Tène)
Le vallon de Gorge de Loup est occupé de la fin du VIe s. av. n.è. et le dernier quart du Ve s. av. n.è., ce qui vient pratiquement immédiatement après la fin du Hallstatt et au début de la Tène ou second âge du fer. S'y trouve un mélange d'habitats plutôt standardisés ; et des structures artisanales, avec de la métallurgie du fer et des alliages cuivreux, dont production de ﬁbules, le travail de la corne et du textile, et autres artisanats. Les bâtiments liés aux activités agricoles ou pastorales sont plus rares avec seulement dix structures de stockage.
L'impasse Gorge de Loup, le no 29-31 de la rue Gorge de Loup et le no 2-6 rue de la Fraternelle ont livré quelques outils lithiques (grattoir, burin) trouvés en position secondaire dans une couche du Bronze ancien, indiquant une fréquentation du lieu antérieure (Paléolithique supérieur ou Épipaléolithique),.
Le 31, rue Gorge-de-Loup et le 2, rue de la Fraternelle sont deux parcelles adjacentes. Fouillées en 2007 et 2008, elles ont livré une installation du Bronze final 1-2a mais avec très peu de structures bâties apparentes ; l'existence de ces structures est démontrée par une analyse spatiale de la répartition de la céramique : des effets d'alignement et d'arc de cercle délimitent l'empreinte de bâtiments. Dans la partie est du site, la fréquentation a été plus tardive avec des vestiges du Bronze final 3 et de la transition vers le Hallstatt ; mais cette partie du site a subi une érosion fluviatile après l'occupation.
Le site est abandonné à la fin du Ve s. avant notre ère.

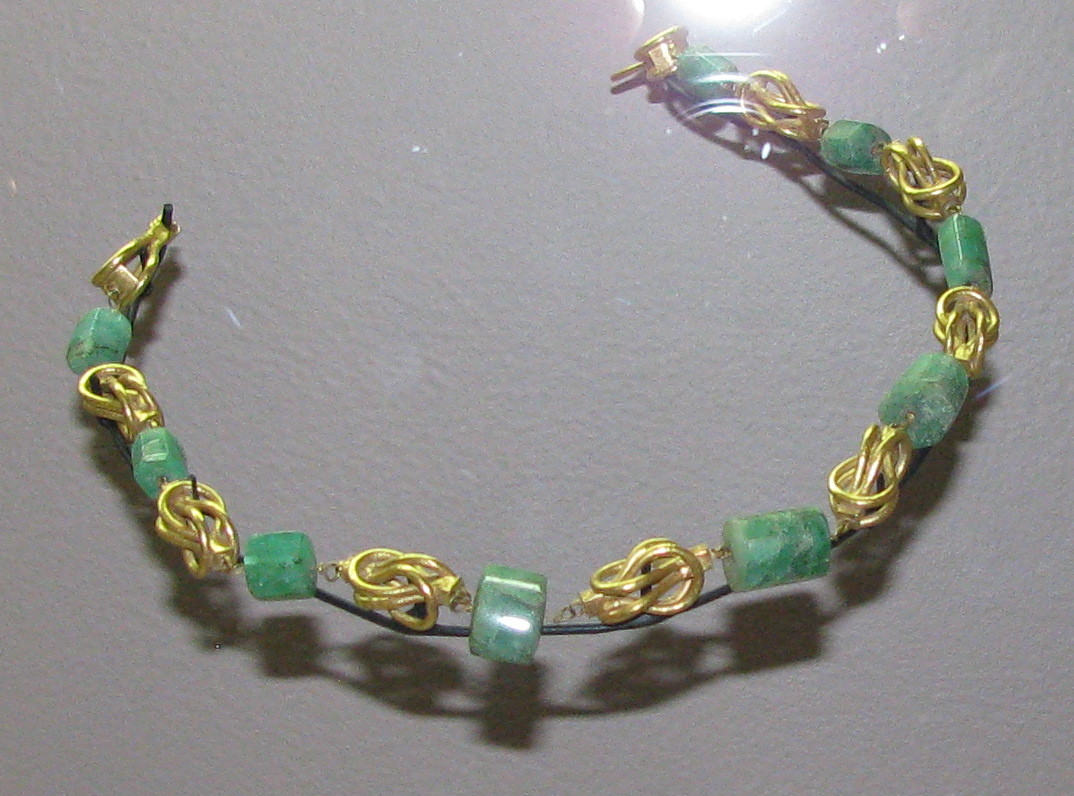
Collier du trésor de Vaise (IIIe siècle).

### Trouvailles d'origine grecque d'époque préromaine
Outre des amphores originaires de la ville grecque de Marseille (Massilia), des céramiques grecques ont été trouvées à Vaise[réf. nécessaire]. Vers 120 av. J.-C., un port sur la Saône, avec peut-être un comptoir de marchands, existe déjà à Vaise.[réf. nécessaire]

### Époque romaine: un faubourg de la capitale des Gaules, Lugdunum
Une colonie romaine est installée sur la colline de Fourvière en 43 av. J.-C., c'est-à-dire neuf ans après la fin de la conquête de la Gaule par Jules César. Cette colonie, couramment appelée du nom gaulois latinisé de Lugdunum, va devenir la capitale de la Gaule nouvellement conquise, alors que Narbonne est celle de la Gaule conquise dès 120 av. J.-C.. Vaise devient un faubourg de cette colonie.
La zone de Vaise est en partie asséchée dans le cadre des travaux d'Agrippa et une activité artisanale s'y développe avec potiers, verriers, céramistes et orfèvres : les très belles pièces du trésor de Vaise, issues du site de la Grande rue de Vaise jusqu'à la ZAC de Charavay, sont exposées au musée gallo-romain de Fourvière. Une activité agricole se développe également, avec une villa de grande dimension découverte à Gorge-de-Loup. Les Romains tracent une voie romaine longeant la Saône. Pour ce faire, ils éliminent une partie du rocher barrant la vallée au niveau de Pierre Scize. La voie se divise au niveau de l'actuelle place de Valmy en deux axes ; ce sont les futures routes royales reliant Lyon à Paris, l'une par la Bourgogne, l'autre par le Bourbonnais. Ils construisent également, pour amener l'eau à la colline de Fourvière, l'aqueduc des Monts d'Or qui contourne la dépression de Vaise du côté d'Écully et dont les piliers sont arrimés aux contreforts de la Duchère. Enfin des stèles funéraires et des sarcophages attestent l'importance sociale des personnages inhumés.[réf. nécessaire] Une nécropole et une partie de la « voie de l'Océan » sont découvertes en 2000 rue du Chapeau Rouge, ainsi que l'atelier de potier du même nom et une carrière de schiste (première carrière antique découverte à Lyon).
La plus grande des nécropoles de Lyon est celle de Trion, qui commence à se constituer à partir de la fin du Ier siècle av. J.-C., originellement située le long de la voie de l'Océan, nommée ainsi parce qu'elle conduisait jusqu'à la Manche, aboutissant à Gesoriacum (Boulogne-sur-Mer). Au départ de la cité romaine, elle s'oriente plein ouest depuis le haut de la colline de Fourvière, empruntant l'artère que constitue, de nos jours, l'avenue Barthélemy Buyer pour gagner ensuite le nord, via le quartier de Valmy, où un tronçon important a été exhumé en 1999 et 2000. L'époque du déclin de l'Empire romain d'Occident et des invasions barbares « génère un grand silence dans les archives comme sur le terrain ».

### Moyen Âge: des terres enviées et disputées
Dès le Moyen Âge, Vaise est une étape de la navigation fluviale sur la Saône et son port restera actif jusqu'au début du XXe siècle. Un autre atout est sa vocation de carrefour : c'est un lieu de passage obligé car y convergent les deux routes royales bordées de tilleuls venant de Paris, celle par le Morvan et la Bourgogne (aujourd'hui route nationale no 6) et celle par le Bourbonnais aujourd'hui (aujourd'hui route nationale no 7). On trouve les traces de ces grands axes au travers des rues du quartier : les rues de Bourgogne et du Bourbonnais qui aboutissent place Valmy, point de raccordement de ces anciennes routes. Surtout, le bourg devient de plus en plus un avant poste de Lyon sur lequel l'Église s'implante. Les exemples sont nombreux : l'abbaye de l'Île Barbe, « l'île sauvage » où un premier monastère, attesté au Ve siècle, est restauré à la période carolingienne, abritant plus de cent moines et la bibliothèque de Charlemagne ; construction en 878 d'un sanctuaire dédié à Baudile de Nîmes avec monastère (transformé plus tard en château, dit château de Vaise), vite remplacé par un nouvel édifice, Saint-Pierre-aux-Liens, que l'archevêque de Lyon attribue à l'abbé d'Ainay avec un territoire important ; tradition de la fête des Merveilles à la Saint-Jean qui réunit tout le clergé de Lyon à Vaise avant qu'il ne rejoigne l'abbaye d'Ainay par une procession nautique accompagnée de jeux populaires et de rites païens (bœufs égorgés et poussés dans la Saône).
La limite du bourg avec Lyon se concrétise au début du XIIIe siècle : l'archevêque et comte de Lyon, pour défendre l'entrée nord de sa ville, fait bâtir sur le promontoire rocheux qui dominait la voie romaine, une forteresse, le château de Pierre Scize ; au pied de cette place forte, la porte de la ville est placée sur l'étroit défilé de Pierre Scize. À partir de 1312 et l'intégration de Lyon dans le royaume de France, c'est là que les souverains sont le plus souvent accueillis et les simples sujets contrôlés. Sur la Saône, des chaînes limitent le passage des embarcations. Louis XI s'approprie la forteresse et en fait une prison d'État.
Vaise devient un faubourg qui se peuple lentement : quelques maisons forment une petite agglomération, mais les activités agricoles dominent encore et les demeures de campagne semblent rares. À peu près à la même époque, le château de la Duchère est construit par une famille du patriarcat lyonnais, les Varey. Malgré la limitation mise par le pouvoir royal en 1317 aux prétentions de l'archevêque de Lyon sur la juridiction de Vaise au profit de l'abbé d'Ainay, la ville de Lyon gagne peu à peu sur le territoire de Vaise : au milieu du XIVe siècle, la porte de Vaise est déplacée plus au nord ; désormais la porte de Bourgneuf la remplace et, dans l'espace ainsi approprié, des Lyonnais y construisent des résidences secondaires.

### Renaissance et Temps modernes: des transformations importantes

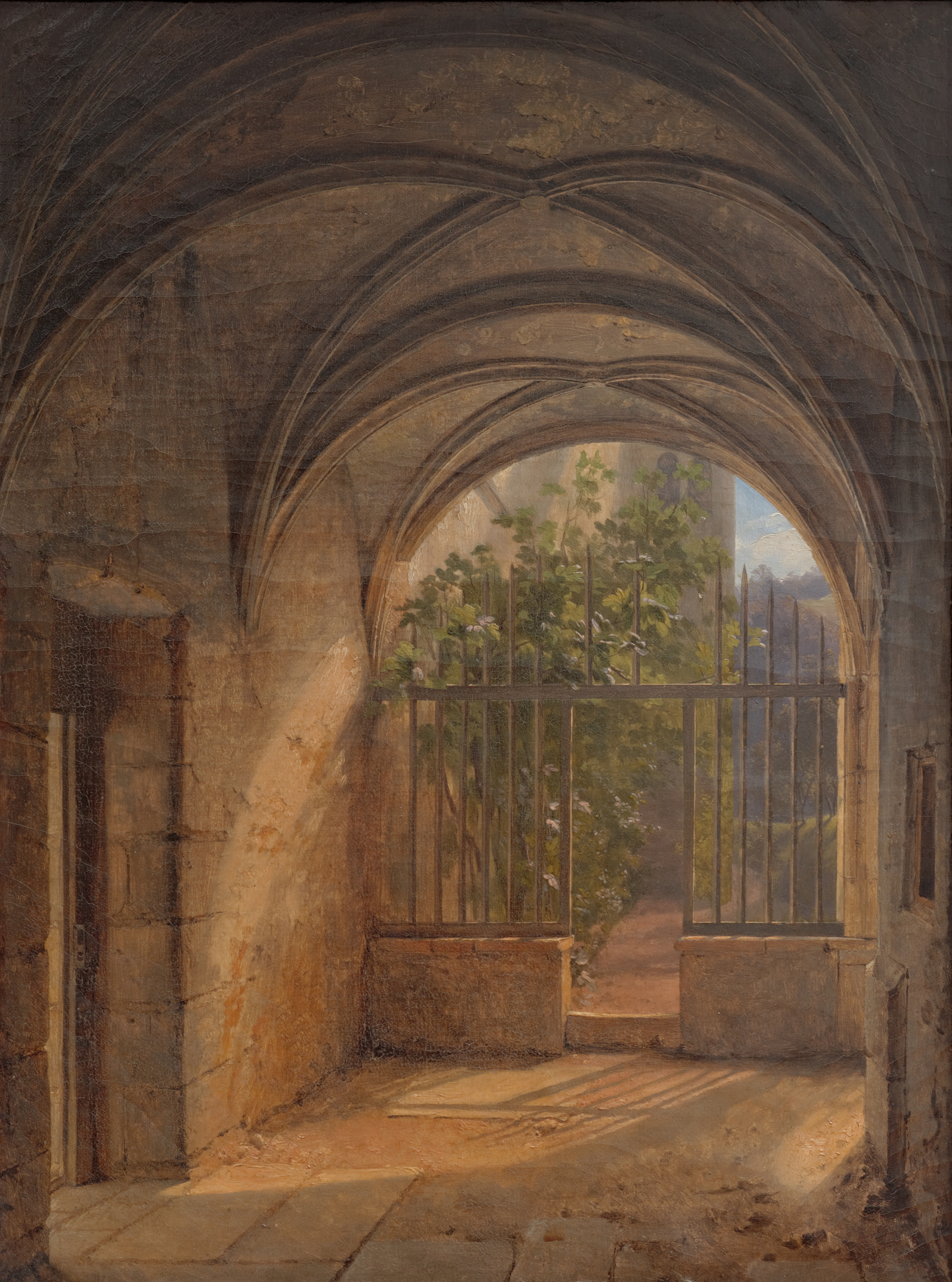
Couvent des Cordeliers de l'Observance, intérieur.

À la Renaissance, les transformations se multiplient. L'hôpital des Deux-Amants qui existait depuis le XIIe siècle, est attribué en 1492 aux Cordeliers : Charles VIII et son épouse Anne de Bretagne y installent un couvent de Franciscains,. Derrière, les religieuses de Sainte Élisabeth ont une propriété où a été retrouvé en 1408 le tombeau romain dit « des Deux-Amants »
Peu après, des fortifications sont construites en arrière de la forteresse de Pierre-Scize. À la fin du XVIe siècle, un nouveau déplacement de la porte de Vaise s'effectue jusqu'à la porte du Lion située au niveau du débouché de l'actuel pont Kœnig sur le quai Chauveau. Le bourg, autour de l'église Saint-Pierre et de l'actuelle place du Chapeau-Rouge, se développe. En bordure de Saône, mariniers et artisans s'installent peu à peu.

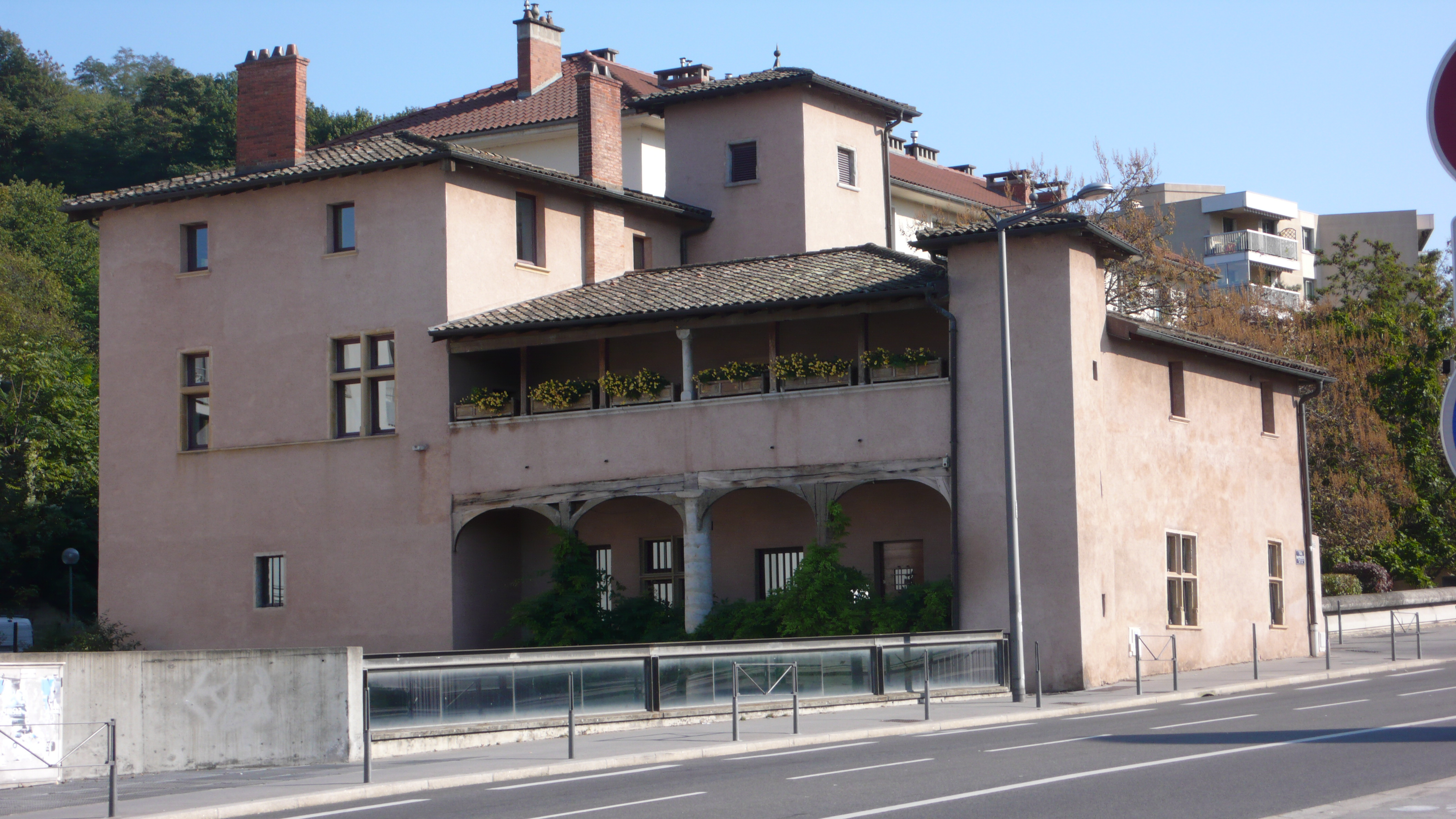
Villa Gorge de Loup, dite Villa Bini.

De grandes propriétés ou maisons de campagnes s'élèvent, souvent construites par de riches italiens venus en grand nombre à Lyon. Les plus réputées sont la villa de Gorge de Loup (actuellement rue Sergent Michel Berthet) avec fontaine et nymphée, qui appartenait probablement au banquier florentin Jean-François Bini ; et surtout la très célèbre Grande Claire, disparue aujourd'hui, villa florentine de Clarissimo Cionacci, marchand de draps d'or, d'argent et de soie. La famille Cionacci, propriétaire dès 1545 d'une terre, d'un pré et d'une saulaie à Vaise, s'y installe avant 1581. Cette propriété possédait une très belle orangerie, une fontaine artificielle installée dans une grotte décorée de coquillages, et des jardins. Henri IV séjourne à la Grande-Claire le 21 août 1595 avant son entrée solennelle dans la ville le 4 septembre. Elle s'étendait sur plusieurs hectares et recouvrait au moins l'espace entre la Saône (actuel quai Jayr), la route royale de Paris par la Bourgogne, la rue de la Corderie et la rue du Pont de la Gare (actuellement rue Masaryk). Les bâtiments sont encore visibles en 1869, dessinés par Paul Saint-Olive. L'entrée de la grotte et la vasque qu'elle contenait ont été déplacés et réinstallés à Écully en 1880.
Au cours des XVIIe et XVIIIe siècles, Vaise garde sa vocation agricole, que la création en 1786 de la pépinière royale, à l'emplacement de l'actuelle ZAC Saint-Pierre, ne fait que renforcer. Les grandes propriétés persistent, elles sont souvent entre les mains de familles du patriarcat lyonnais. Par exemple, les Béraud, Dubois, Gayot possèdent successivement la Claire et une tradition dit que ces derniers font redessiner les jardins Renaissance par André Le Nôtre. La Duchère se développe sur une surface de 671 hectares, recouvrant toute la colline et ce sont les Riverieux de Varax qui s'y installent. La circulation sur la Saône s'intensifie malgré les crues hivernales et les basses eaux de l'été. Le trafic routier se développe également : sous l'impulsion de l'intendant de la généralité de Lyon, Jacques de Flesselles, à partir de 1781, les voiries sont améliorées, plus particulièrement les deux routes royales : celle par la Bourgogne est élargie et un nouveau tracé permet d'éviter la montée de Balmont ; celle par le Bourbonnais emprunte ce qui devient plus tard la rue Marietton. À leur point de départ, une place circulaire, baptisée place de la Pyramide (place Valmy depuis 1944) en référence à l'obélisque en pierre érigée au centre de la place en 1783 en l'honneur de Louis XVI. Parallèlement la population augmente, atteignant près de 1 800 habitants à la fin du XVIIIe siècle, l'église Saint-Pierre-aux-Liens est remplacée par une plus grande. Les activités commencent à se diversifier : auberges, blanchisseries, fours à chaux, manufacture d'indiennes et surtout la grande fonderie de canons. Le peuple de Vaise est majoritairement en situation précaire.

### De la révolution à l'intégration à Lyon de 1852
Le mouvement révolutionnaire est bien accueilli à Vaise : défilé en 1790 jusqu'à la place de la Pyramide où les gardes nationaux prêtent serment sur l'autel de la patrie, Te Deum à l'église Saint-Pierre aux Liens et, un peu plus tard, plantation d'un arbre de la Liberté. En septembre 1792, l'obélisque de la place Valmy est détruit. Lors du soulèvement de Lyon contre la Convention nationale en juin 1793, Vaise ne bouge pas ; mais lors du siège de Lyon, d'août à octobre de la même année, le faubourg devient une zone tampon entre les deux camps. Les assiégeants installent leur camp de Limonest dans la plaine de Tronchon, non loin de la route de Paris à Lyon par la Bourgogne. Les assiégés commandés par le général Perrin de Précy élèvent une redoute près du château de la Duchère pour arrêter l'avance des troupes ennemies, mais elle est emportée dès le 19 septembre 1793 et ses canons sont retournés vers Vaise et la rive gauche de la Saône. Le 9 octobre, malgré une dernière tentative de sortie par Vaise et de regroupement des troupes dans l'enclos de La Claire, les soldats de Précy ne peuvent empêcher l'entrée des soldats de la Convention dans Lyon. La répression montagnarde touche peu de Vaisois à l'exception des membres de la famille Riverieux de Varax. Dès le 18 octobre 1793, les bâtiments de l'Île-Barbe sont vendus comme biens nationaux mais une partie avait déjà été détruite. Un décret du 12 décembre 1793 ordonne la destruction du château de Pierre-Scize et les vieilles fortifications de Louis XII et la porte de Vaise sont supprimées. Les biens royaux comme la Pépinière, la fonderie, mais également le château de Vaise et celui de la Duchère, ainsi que les couvents des Cordeliers de l'Observance et de Sainte-Élizabeth-des-Deux-Amants sont eux aussi inscrits sur le catalogue des biens nationaux et vendus. Le clos des Deux-Amants reste propriété de l'État qui y implante en 1796 l'école vétérinaire de Lyon qui avait besoin de nouveaux locaux.

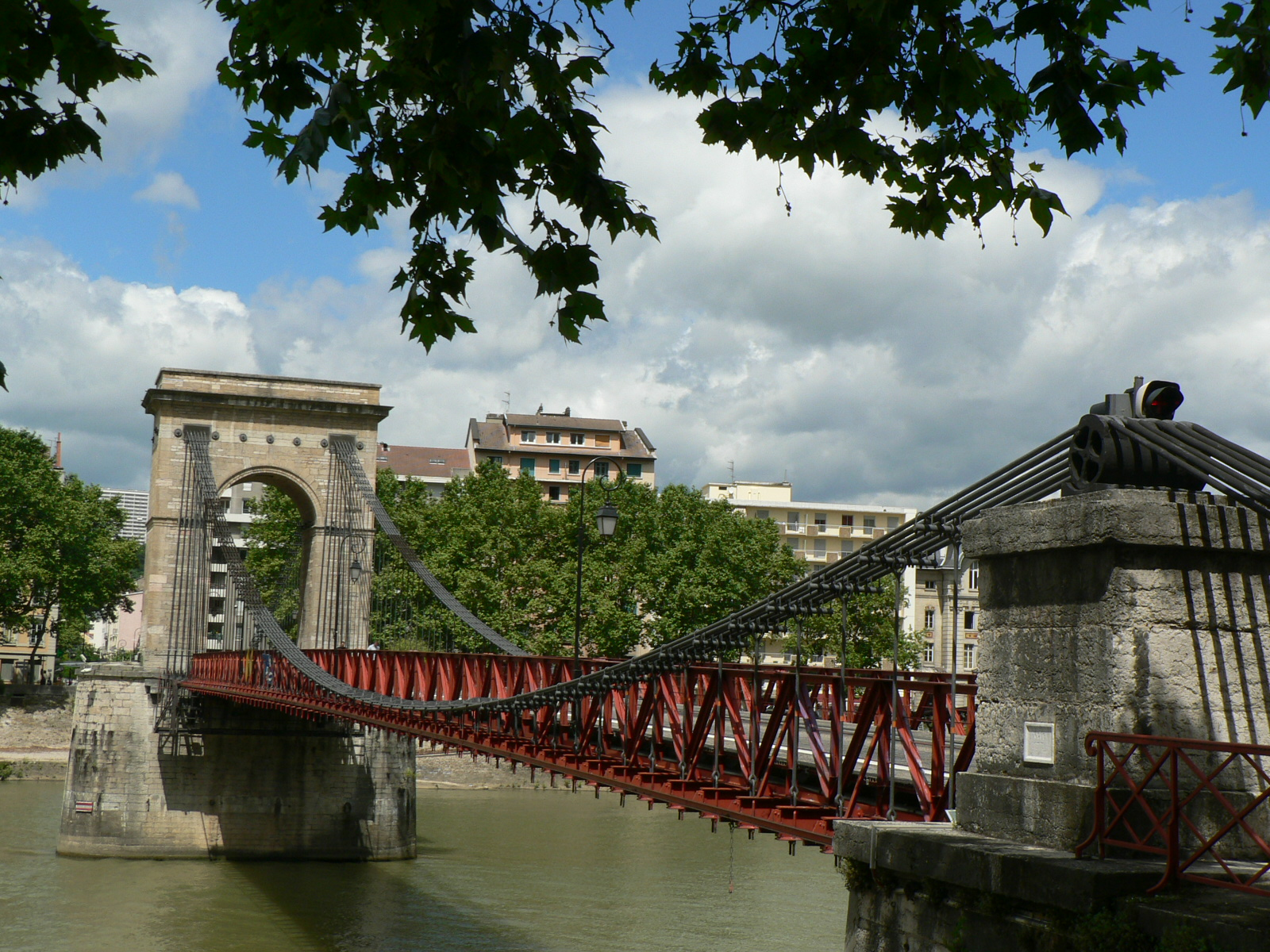
Le pont Masaryk construit en 1831.

Durant la première moitié du XIXe siècle, deux communes coexistent : Vaise et, plus au nord, Saint-Rambert-l'Île-Barbe qui garde ses activités rurales et agrandit légèrement son territoire par l'annexion en 1826 de quelques hectares près de Saint-Didier-au-Mont-d'Or. On construit en 1827 le pont de l'Île Barbe et, en remplacement de l'ancienne abbaye, une nouvelle église entre 1841 et 1845. Les mutations sont beaucoup plus importantes pour Vaise qui devient un pôle de l'extension lyonnaise et de son industrialisation. Les équipements de transports se multiplient : le pont de Serin, disparu en 1789, est remplacé par un nouveau entre 1811 et 1815 (actuel pont Kœnig) ; la gare d'eau est aménagée en 1827 avec juste en aval, le pont de la Gare (actuelle Passerelle Masaryk) édifié en 1831, cette opération étant menée par une société capitaliste qui loue ou vend les terrains autour à des industriels. Un troisième pont, le pont Port-Mouton complète, en 1847, les liaisons avec la rive gauche de la Saône. De plus, après la terrible crue de 1840 dont est victime une grande partie de Vaise — les parties basses sont sous les eaux pendant plusieurs semaines : 2,80 m d'eau place Valmy pendant quatorze jours et 3,60 m d'eau au carrefour des rues de la Claire et de Saint-Cyr pendant vingt-six jours — des projets de maîtrise du fleuve sont amorcés. Enfin, le choix du tracé de la ligne de chemin de fer de Paris à Lyon par la vallée de la Saône pris en 1845, fixe son aboutissement à Vaise.

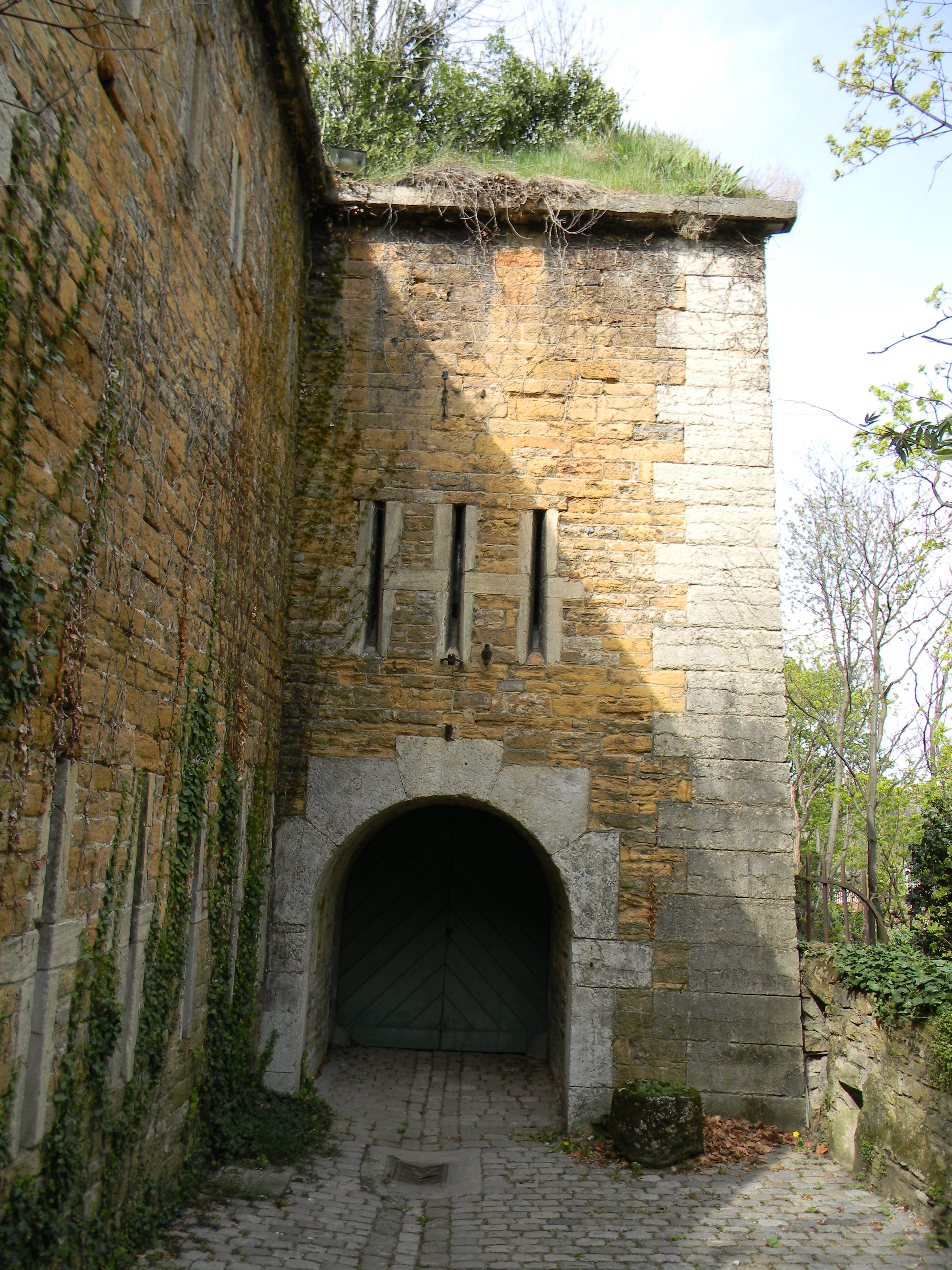
Fort de Vaise.

Dans ces mêmes années, la question de la sécurité territoriale de Vaise et donc de Lyon se pose. La disparition en 1793 de l'ancienne enceinte fortifiée avait facilité l'invasion autrichienne pendant la campagne de France en 1814. Un projet se développe pour restaurer la protection de la ville. Le fort de Vaise, accessible par une nouvelle voie, la montée de l'Observance, est construit entre 1834 et 1848. Il abrite pendant longtemps une garnison de secours. De forme triangulaire, il comprend neuf bastions,. Il couvre l'entrée de la ville et veille sur Vaise ; ses feux croisent ceux du fort Saint-Jean sur la rive gauche de la Saône. Plus au nord, le fort de la Duchère (ou de Balmont) est construit entre 1844 et 1851 afin de défendre Lyon au cas où l'ennemi arrivait à infiltrer Limonest par la route Paris-Lyon, et plus particulièrement par les routes royales de la Bourgogne et du Bourbonnais. Cet ensemble défensif, avec le fort de Loyasse auquel le fort de Vaise est relié par un souterrain, perdra vite une partie de sa valeur à cause des progrès de l'armement,.
Le développement industriel de Vaise s'accélère : les activités traditionnelles s'enrichissent des dernières techniques. En 1831, on compte 406 métiers et, en 1834, la révolte des canuts et sa terrible répression touche Vaise tragiquement. Si l'installation de métiers à tisser la soie est freinée par l'inondation de 1840, des activités nouvelles s'implantent, localisées dans le vieux centre et aux abords de la gare d'eau : fonderie, chantiers de construction navale pour les bateaux à vapeur, manufacture d'aiguilles et d'épingles (Neuss), etc. Ce développement prépare la grande décision du 24 mars 1852 : la commune de Vaise est rattachée à Lyon comme la Croix-Rousse et la Guillotière.

### De 1852 à la fin duXIXesiècle: l'ère industrielle

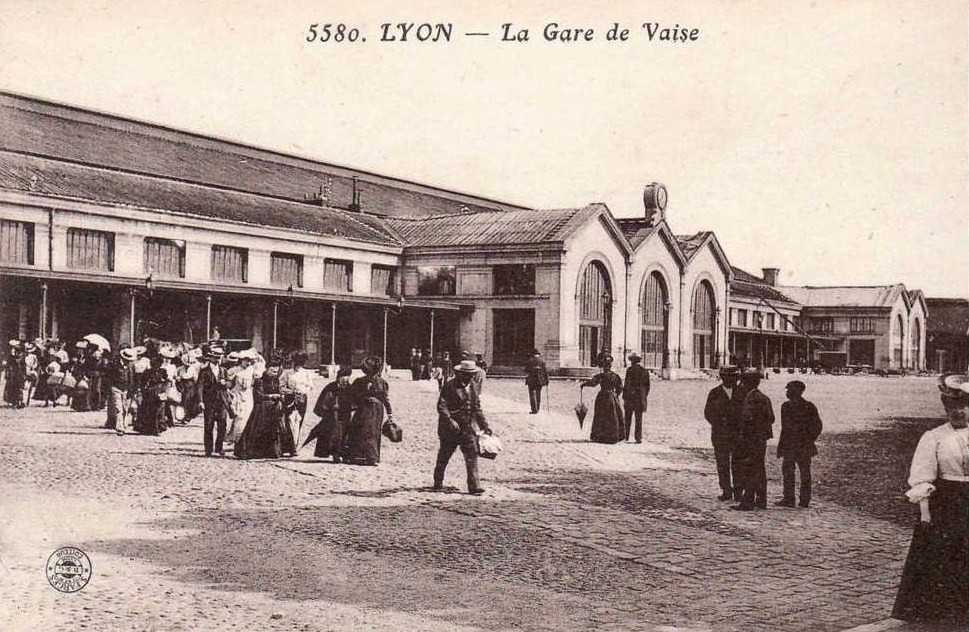
Gare de Lyon-Vaise vers 1900.

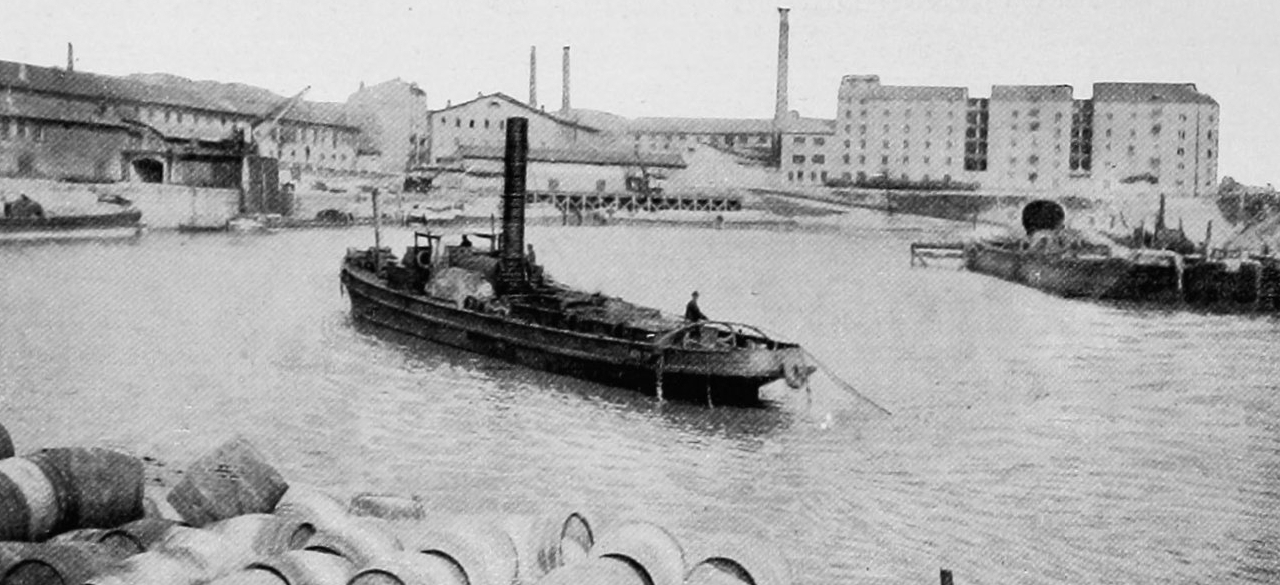
La gare d'eau de Vaise en 1902.

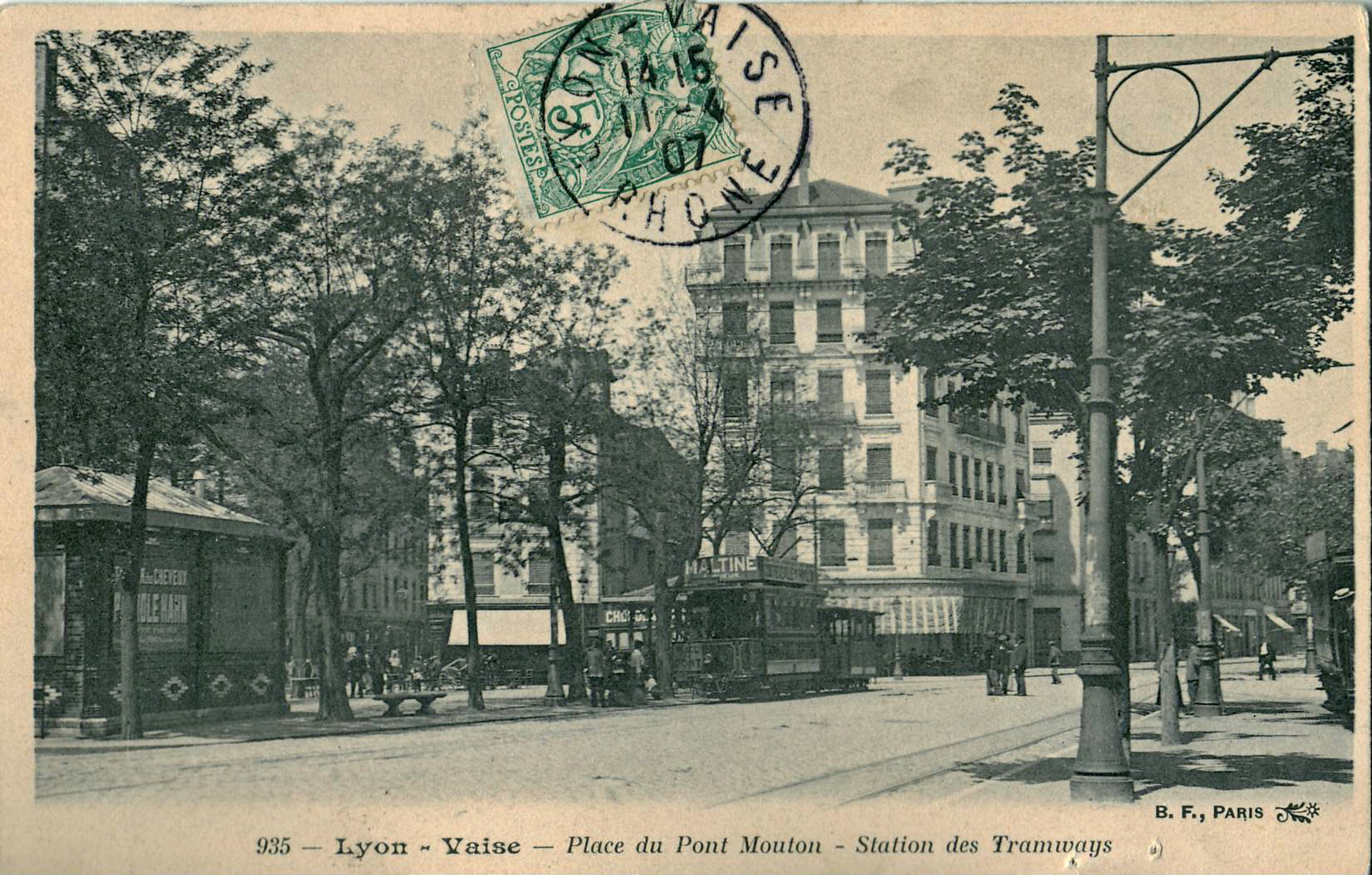
Station des tramways de la place du Pont-Mouton.

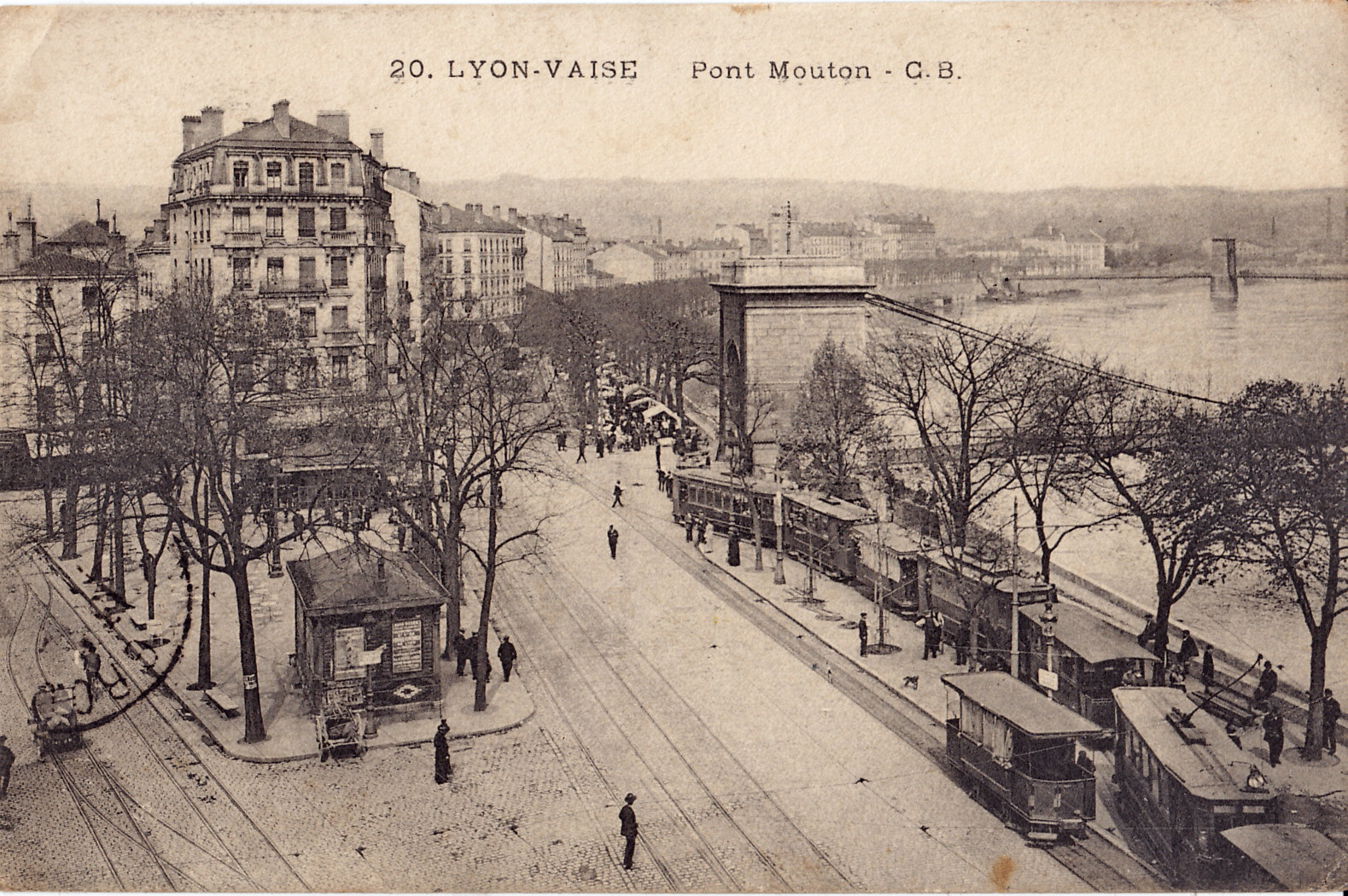
La place du Pont-Mouton, vers 1916.

Aussitôt l'annexion décidée, on entreprend la construction de la gare de Vaise qui devient la gare terminus et origine des trains de Chalon-sur-Saône, puis de Paris, d'où son nom de Gare de Paris. Elle garde ce rôle de première gare de Lyon en liaison avec Paris très peu de temps : du 10 juillet 1854 jusqu'au 10 octobre 1856, date où le creusement puis la mise en service du tunnel ferroviaire de Saint-Irénée permet aux trains d'atteindre la gare de Perrache. Malgré la concurrence de celle-ci, la gare de Vaise accueille vers 1900 encore 300 000 voyageurs par an et son trafic de marchandises atteint 355 000 tonnes. De nouvelles rues sont alors ouvertes, ainsi la rue de Paris (actuellement rue Salengro) à l'emplacement de la diagonale qui traversait les jardins de la Claire. Le ruisseau d'Écully est recouvert, il devient la rue du Ruisseau-d'Écully (actuellement rue de la Corderie). La grande œuvre de la seconde moitié du XIXe siècle est l'aménagement des quais entre le pont de Serin et la gare d'eau par étapes successives, le dernier tronçon (du pont Masaryk à la gare d'eau) étant décidé en 1882.
Le développement des transports en commun permet de relier le faubourg au centre de Lyon : omnibus et, à partir de 1862, bateaux-mouches sur la Saône. Mais la vocation de carrefour de Vaise est surtout renforcée par la mise en place d'un réseau de tramways. La Compagnie des omnibus et tramways de Lyon (OTL) ouvre trois lignes à traction animale : en 1880, ligne 5 de la Bellecour au Pont d'Écully et ligne 6 de la place des Terreaux à la gare de Lyon-Vaise, et en 1881, ligne 9 de la Bellecour à la Vaise.
Ces lignes sont électrifiées en 1898-1899. La compagnie construit également un dépôt à proximité de la gare d'eau sur le quai Arloing. La Société anonyme du tramway d'Écully établit au tournant du siècle un réseau dont la tête est la place du Pont-Mouton : en 1894, ligne vers le Pont d'Écully, en 1898, lignes vers Saint-Cyr-au-Mont-d'Or et vers Champagne-au-Mont-d'Or et en 1909 ligne vers Saint-Didier-au-Mont-d'Or.
Vaise voit en conséquence ses activités commerciales prospérer, particulièrement pour la gare d'eau et le marché aux bestiaux près duquel un nouvel et immense abattoir est construit, assurant l'approvisionnement en viande de la ville. Mais l'immense friche qu'était une partie de Vaise attire de plus en plus les industriels. Le long de la rue Saint-Pierre-de-Vaise et en arrière de la rue Marietton, des industries alimentaires ou métallurgiques succèdent aux anciennes tanneries qui disparaissent. Sur certains des terrains de La Claire, devenu le quartier dit de la gare, la société Teste prend la succession de l'entreprise Neuss et développe la fabrication de tréfilerie et de câblerie. En 1897, devenue la société Teste et Moret, elle ouvre un département de construction automobile et sort une petite voiture baptisée La Mouche. Le modèle au châssis léger tubulaire est produit entre 1898 et 1902 et permet à la société de figurer parmi les participants à l'exposition universelle de 1900. On estime la production à environ 400 véhicules. Teste et Moret se maintient jusqu'au lendemain de la Seconde Guerre mondiale avant d'être intégrée dans le groupe Tissmétal. L'usine emploie 600 ouvriers et chaque mois elle transforme 300 tonnes d'acier. Autre exemple installé également sur des terrains de la Claire, l'entreprise Piguet. À la suite d'Alphonse Duvergier, inventeur d'une machine à vapeur et constructeur de machines-outils, son élève Piguet développe et diversifie l'activité au point d'employer 200 personnes, de faire de son établissement l'un des plus grands de France en la matière et d'être présent sur les marchés étrangers. La production des machines à vapeur se fait essentiellement à Rive-de-Gier et à Anzin, Vaise garde les travaux plus légers d'assemblage et d'usinage. À partir de 1879, les établissements Piguet construisent en particulier des locomotives. Cette entreprise est dotée d'un bureau de recherche et développement, elle adopte dans sa gestion des principes proches du fordisme : ses ouvriers sont mieux payés que la plupart, tous ont droit à une participation aux bénéfices réalisés, la redistribution annuelle totale est fixée à 15 % des bénéfices, elle leur est reversée directement.
Ces établissements côtoient des immeubles d'habitation qui peu à peu s'élèvent. Plus au nord, une véritable zone industrielle, le quartier de l'industrie, se développe entre Saône et voie ferrée, choisie par de grandes entreprises comme Rivoire et Carret (pâtes alimentaires), brasseries de la Méditerranée, Pinguely-Satre-et-Lyonnet (bateaux fluviaux et remorqueurs), Gillet (teintures et tannins) ou de moyennes, ainsi l'usine Falcot et fils, située rue des Vacques (actuellement fragment de la rue Joannès-Carret), qui fabrique des ponts à bascule, des instruments de pesage et des machines outils destinées à l'industrie textile.
La croissance de la population amène dès la fin du XIXe siècle la construction d'écoles d'abord rue d'Écully (devenue rue Tissot), puis rue du Chapeau-Rouge et quai Jayr. La nouvelle paroisse de l'Annonciation, créée dès 1860 par Louis de Bonald, peut enfin avoir son église : la première pierre de l'église Notre-Dame-de-l'Annonciation est posée en 1891 et celle-ci est consacrée en 1899.

### Les évolutions duXXesiècleet leurs conséquences: mutation des activités économiques et transformation du paysage urbain

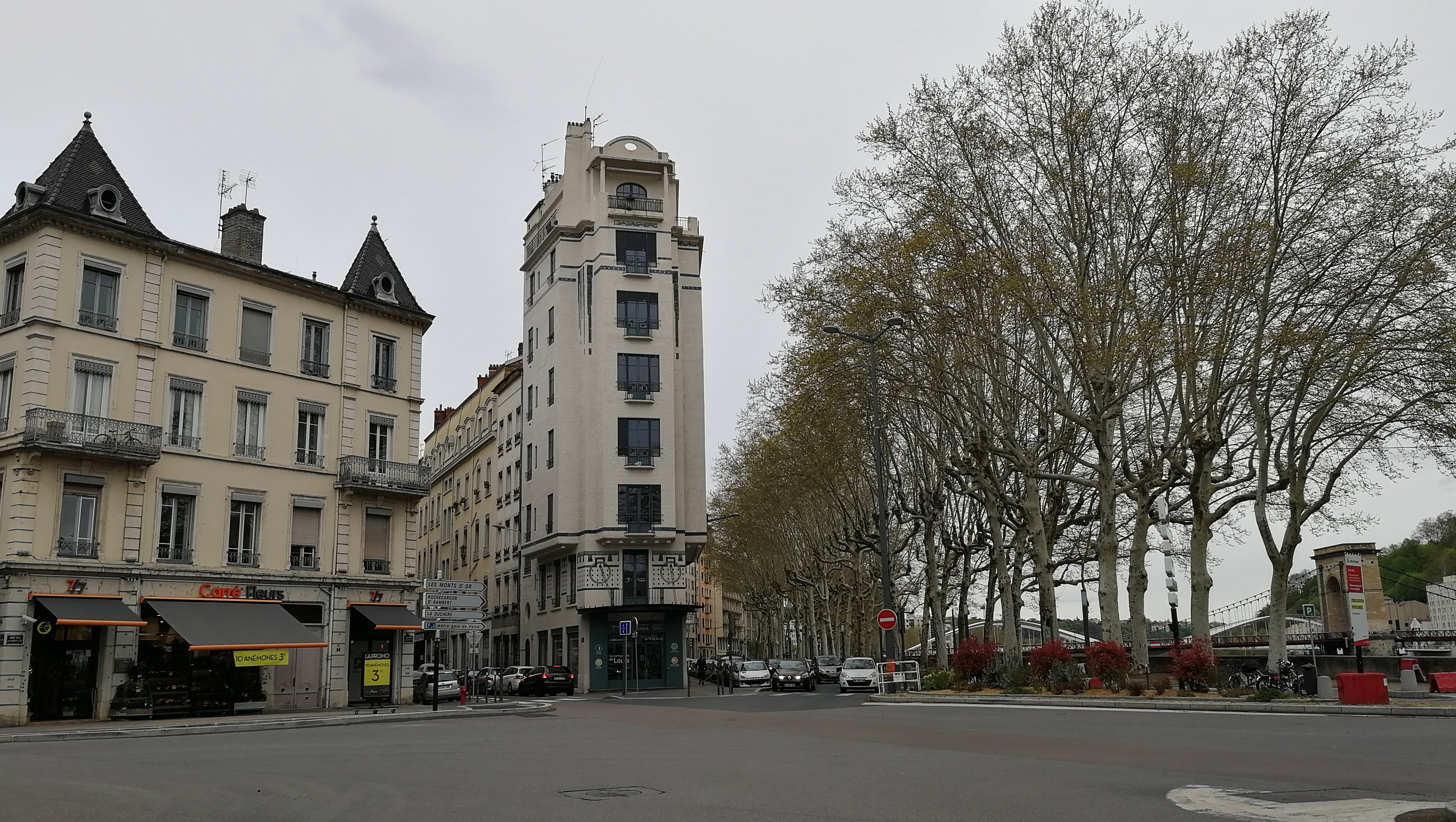
Immeuble Cateland.

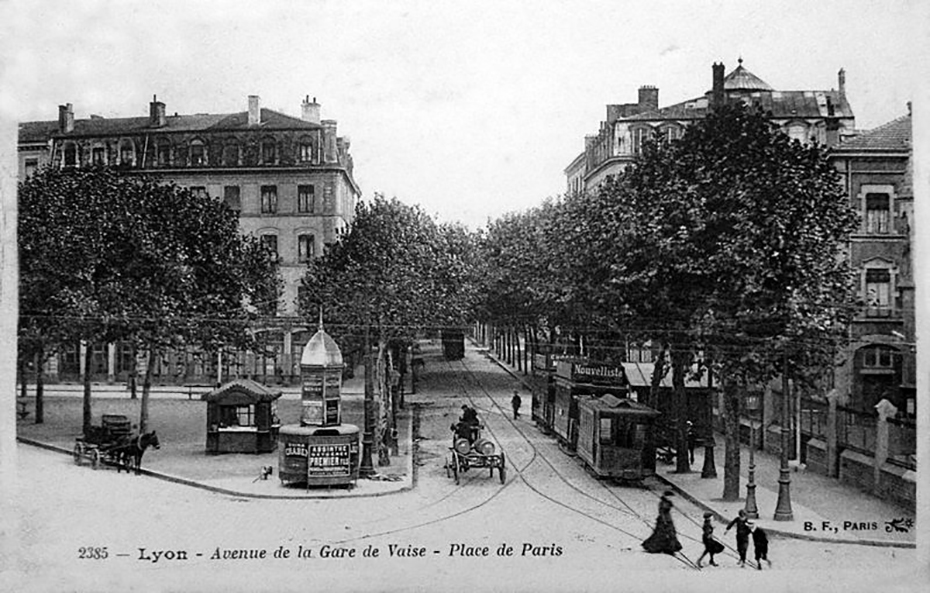
Place de Paris en 1920.

Comme annonciateur des changements qui vont bouleverser Vaise, le premier immeuble d'habitation en béton armé de Lyon, appelé « la maison moderne » ou « le premier gratte-ciel de Lyon », est érigé en 1910 au no 2 de la rue de Saint-Cyr. Construit sur une étroite parcelle, issue du lotissement des jardins de la Claire, avec une façade sur le rond-point du Mont d'Or, l'immeuble Cateland, dessiné par l'architecte éponyme, a des dimensions alors peu habituelles avec ses sept étages et sa hauteur de 30 m. Ses façades et toitures font l'objet d'une inscription au titre des monuments historiques depuis le 19 novembre 1991.
Un évènement politique marque également le début de ce siècle : à la veille de l'entrée en guerre, Vaise procède à une élection partielle et pour soutenir le candidat socialiste Marius Moutet, Jean Jaurès se déplace le 25 juillet 1914. Il saisit l'occasion pour dénoncer une fois de plus le danger de la guerre : « jamais depuis quarante ans l'Europe n'a été dans une situation plus menaçante et plus tragique que celle où nous sommes… ». Il est assassiné une semaine plus tard. La guerre ralentit l'activité des usines ou les oblige à fermer. Un atelier de munitions est cependant installé rue de la Pyramide.

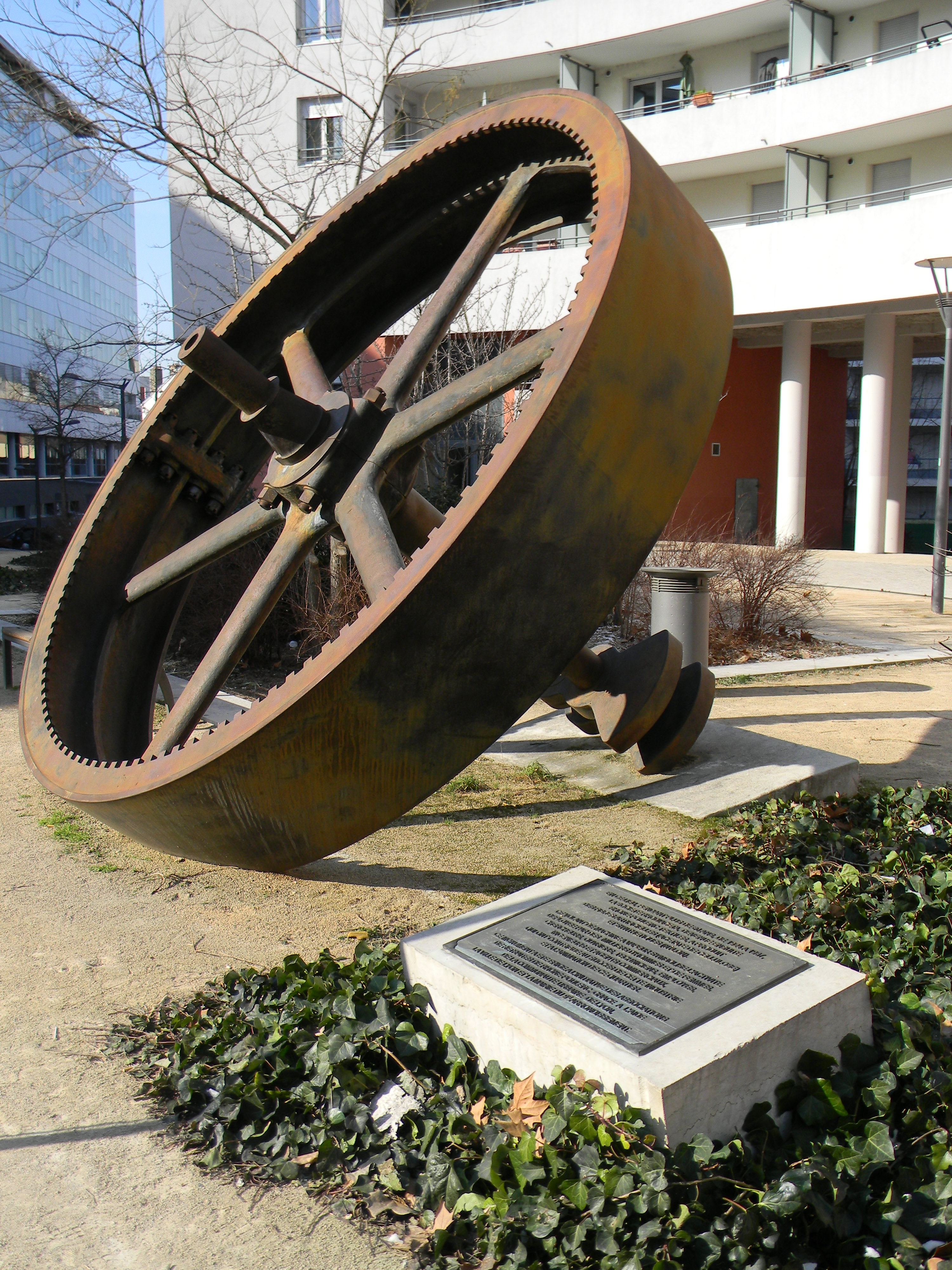
Volant de machine à vapeur symbolisant l'activité de la société Rhodiacéta de 1924 à 1987.

Après la Grande Guerre, Vaise est toujours l'un des faubourgs ouvriers et industriels de Lyon. Le centre de Vaise évolue peu. Les principaux changements concernent d'autres quartiers. Celui du marché à bestiaux où la fermeture des abattoirs, est décidée en 1924 quand ceux de Gerland deviennent opérationnels. Dans cet espace resté relativement vide et agreste et vers les rues Gorge-de-Loup et Joannès-Masset, s'installe, en 1927, un nouvel établissement, Rhodiacéta, créé par le groupe Gillet déjà implanté à Vaise, devenu Rhône-Poulenc, et se lançant dans la fabrication des textiles artificiels. L'activité de Rhodiacéta de Vaise prend un nouvel élan en 1970 quand on y implante la filature de la nouvelle fibre artificielle mise au point par la firme DuPont, le nylon, activité qui occupe près de 500 personnes. En 1930, l'usine d'embouteillage Sté Guichard-Perrachon-Casino dite les Chais Beaucairois prend la place des établissements Falcot rue Johannès Carret.
Les quartiers de la gare et de l'Industrie subissent quant à eux des changements encore plus importants à la suite des bombardements américains du 26 mai 1944. Leur population est durement touchée puisqu'on compte de nombreux morts civils. Les tirs, qui visaient les installations ferroviaires, touchent en premier lieu la gare de Lyon-Vaise, l'église Notre-Dame-de-l'Annonciation, de nombreuses maisons, usines et ateliers autour et un grand nombre d'entreprises du quartier de l'Industrie dont beaucoup ne se relevèrent pas du bombardement.

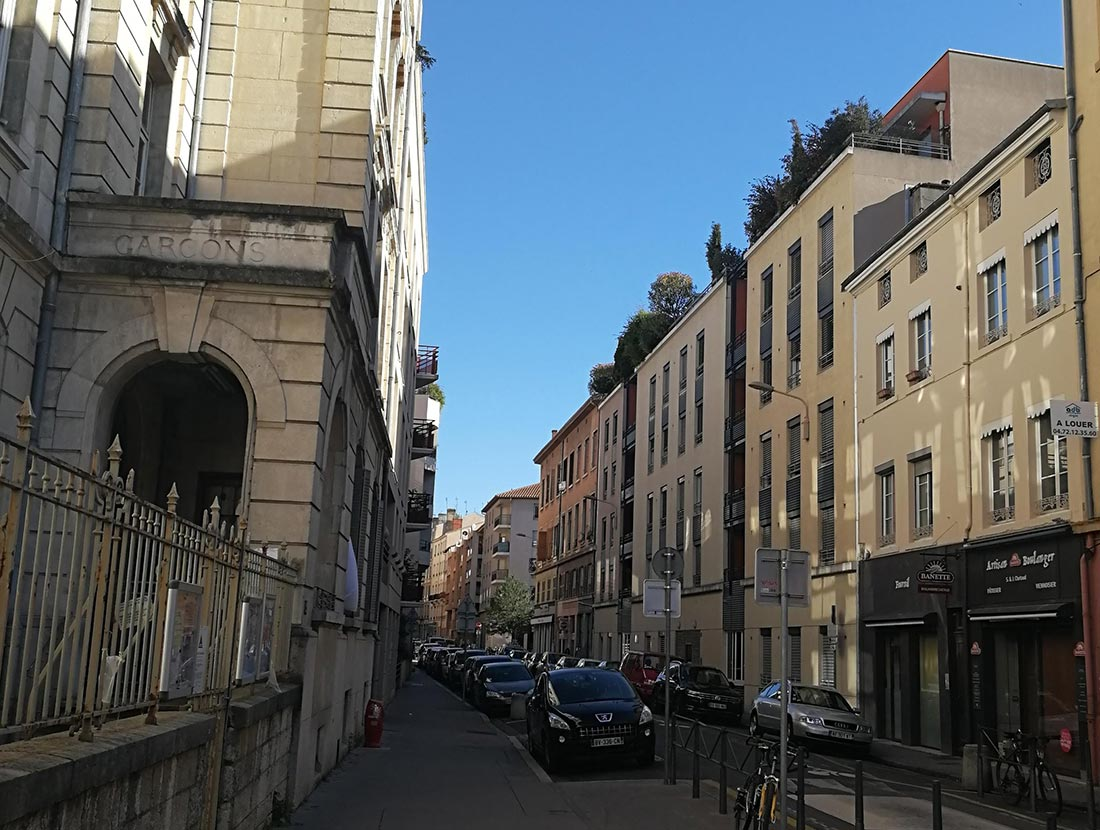
Rue de Saint-Cyr à Vaise.

Dans la seconde moitié du XXe siècle, la question de l'extension de l'habitat est à l'ordre du jour. Des logements sont construits en grand nombre et se localisent sur les hauteurs et les pentes. La cité de la Duchère avec ses immeubles en barre marque désormais le paysage urbain. En 1970, elle compte 30 000 habitants, dont beaucoup de rapatriés d'Algérie. Mais l'activité industrielle de Vaise décline puis disparait. Des activités tertiaires et de haute technologie prennent le relais et de grands projets s'élaborent pour favoriser cette mutation.
Vaise est aujourd'hui relié au centre-ville par les voies des quais de Saône, par le tunnel routier sous la Croix-Rousse, par deux tunnels ferroviaires, et, depuis 1991, par la ligne D du métro. Deux pôles multimodaux sont créés. Le plus important se trouve autour de la gare de Lyon-Vaise qui établit la connexion entre les lignes de bus urbains des banlieues Nord et Ouest, la ligne D du métro (station Gare de Vaise), et la ligne ferroviaire de Lyon-Perrache à Villefranche-sur-Saône, et le second autour de la gare de Lyon-Gorge-de-Loup qui établit la connexion entre les lignes de bus urbains des banlieues Ouest, la ligne D du métro (station Gorge de Loup), et les lignes ferroviaires de Lyon-Saint-Paul à L'Arbresle, Sain-Bel et Brignais.

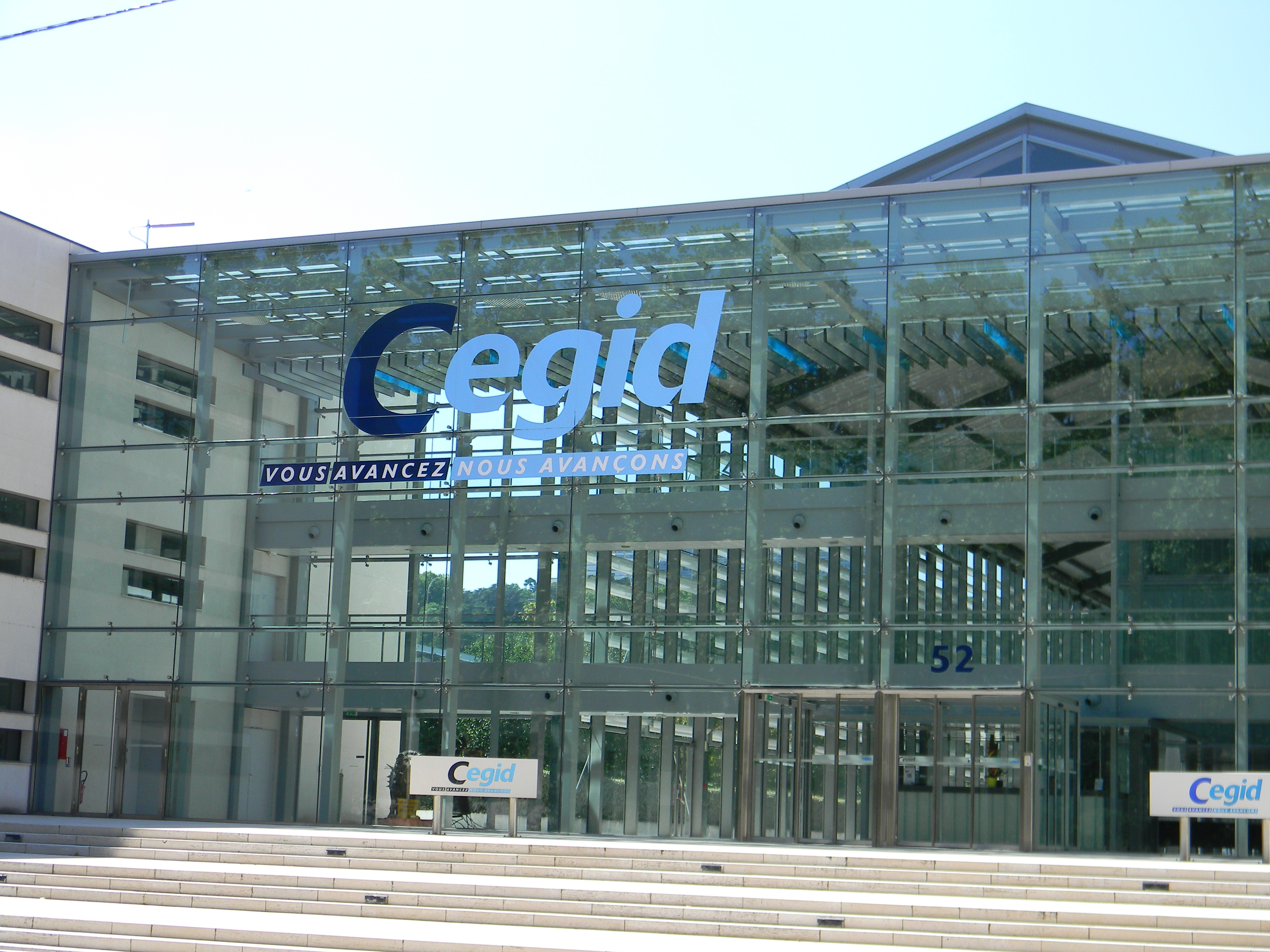
La nouvelle architecture du quartier de l'industrie.

La Duchère est en 2002 l'objet d'un grand projet de ville. La démolition des « barres » commence en 2003, les nouveaux logements et les équipements publics commençant à être livrés en 2006. La zone d'aménagement concerté, dite « ZAC Saint-Pierre », amorcée en 1987 est désormais bien desservie par le métro et les aménagements routiers et accueille de plus en plus d'immeubles de bureaux et d'équipements publics. La société Bayer Crop Science y a implanté son siège européen en 2002. Au Nord, le quartier de l'industrie, après la fermeture de la quasi-totalité de ses sites industriels, connait un nouveau souffle au milieu des années 1990. Par exemple, à l'emplacement des usines Rivoire-et-Carret, le centre européen du textile et un organisme de prévoyance et de retraite se sont installés. Ils s'ajoutent à Infogrames (devenu Atari) et à la Cegid dont l'architecture des bâtiments rappellent, par leur forme et leur structure (navires et ancienne halle de fabrication de bateaux) les activités du passé. Cette constitution d'un pôle numérique s'inscrit au sein de deux ZAC, dont la seconde a été lancée en mars 2012. Depuis 2008, le cinéma Pathé est installé dans les Chais Beaucairois. On prévoit la création de grands espaces verts. Dans le centre de ce quartier, un grand projet consiste en la réalisation d'un axe structurant entre Saint-Rambert et Gorge de Loup, l'axe dit des deux Joannès, qui reliera la rue Joannès Carret à l'avenue Joannès Masset, via la rue du 24 mars 1852. Vaise voit tout son paysage urbain se métamorphoser en profondeur.

## Principaux lieux publics et monuments

### Équipements
- Mairie du 9e arrondissement
- Médiathèque de Vaise
- Théâtre Nouvelle Génération

### Monuments historiques
| Monument | Adresse                                 | Coordonnées                      | Notice         | Protection | Date | Illustration                                                                                                   |
| --- | --------------------------------------- | -------------------------------- | -------------- | ---------- | ---- | --- |
| Chais Beaucairois                                                                                              | 54 rue des Docks 26 rue Johannès-Carret | 45° 47′ 15″ nord, 4° 48′ 43″ est | « PA69000017 » | Inscrit    | 2003 | Chais Beaucairois                                                                                              |
| Couvent des Dames de Sainte-Élisabeth (actuel Conservatoire national supérieur de musique et de danse de Lyon) | 2 quai Chauveau                         | 45° 46′ 09″ nord, 4° 48′ 45″ est | « PA00117791 » | Inscrit    | 1978 | Couvent des Dames de Sainte-Élisabeth (actuel Conservatoire national supérieur de musique et de danse de Lyon) |
| Immeuble Cateland, dit le « Gratte-ciel de Lyon »                                                              | 2 rue de Saint-Cyr 24 quai Jaÿr         | 45° 46′ 39″ nord, 4° 48′ 27″ est | « PA00118140 » | Inscrit    | 1991 | Immeuble Cateland, dit le « Gratte-ciel de Lyon »                                                              |
| Villa Gorge de Loup                                                                                            | 55 rue Sergent-Michel-Berthet           | 45° 45′ 59″ nord, 4° 48′ 21″ est | « PA00118110 » | Inscrit    | 1989 | Villa Gorge de Loup                                                                                            |